# Campylotropis
Campylotropis es un género de plantas con flores de la familia Fabaceae. Comprende 84 especies descritas y de estas, solo 42 aceptadas.

## Descripción
Son arbustos o subarbustos con hojas trifoliadas, estípulas persistentes. Inflorescencia racemosa o paniculada. Brácteas pequeñas; bractéolas 2, de hojas caducas. Cáliz, superior con 2 dientes connados ±. Corola papilionácea, quilla muy aguda, curvada en su mayoría en ángulo recto.  Fruta, indehiscente, mucronada.

## Taxonomía
El género fue descrito por Alexander von Bunge y publicado en Pl. Monghol.-Chin. 6. 1835.

## Especies aceptadas
A continuación se brinda un listado de las especies del género Campylotropis aceptadas hasta julio de 2014, ordenadas alfabéticamente. Para cada una se indica el nombre binomial seguido del autor, abreviado según las convenciones y usos.	
| - Campylotropis alba - Campylotropis alopochroa - Campylotropis argentea - Campylotropis bonatiana - Campylotropis bonii - Campylotropis brevifolia - Campylotropis capillipes - Campylotropis cytisoides - Campylotropis decora - Campylotropis delavayi - Campylotropis diversifolia - Campylotropis drummondii - Campylotropis eriocarpa - Campylotropis fulva - Campylotropis grandifolia - Campylotropis griffithii - Campylotropis harmsii - Campylotropis henryi - Campylotropis hirtella - Campylotropis howellii - Campylotropis latifolia - Campylotropis luhitensis - Campylotropis macrocarpa - Campylotropis macrostyla | - Campylotropis meeboldii - Campylotropis neglecta - Campylotropis parviflora - Campylotropis pauciflora - Campylotropis pinetorum - Campylotropis polyantha - Campylotropis prainii - Campylotropis rockii - Campylotropis rogersii - Campylotropis sessilifolia - Campylotropis speciosa - Campylotropis splendens - Campylotropis stenocarpa - Campylotropis sulcata - Campylotropis tenuiramea - Campylotropis teretiracemosa - Campylotropis thomsonii - Campylotropis tomentosipetiolata - Campylotropis trigonoclada - Campylotropis wenshanica - Campylotropis wilsonii - Campylotropis yajiangensis - Campylotropis yunnanensis |